# Sojoez MS-07
Sojoez MS-07 (Russisch: Союз МС-07) is een ruimtevlucht naar het Internationaal ruimtestation ISS. Het is de 136ste vlucht van een Sojoez-capsule en de zevende van het nieuwe Sojoez MS-type. De lancering vond plaats op 17 december 2017. Tijdens deze vlucht werden drie bemanningsleden naar het Internationaal ruimtestation ISS vervoerd voor ISS-Expeditie 54.

## Bemanning
| Positie           | Ruimtevaarder                         |
| ----------------- | ------------------------------------- |
| Commandant        | Anton Sjkaplerov, RSA 3e ruimtevlucht |
| Flight Engineer 1 | Norishige Kanai, JAXA 1e ruimtevlucht |
| Flight Engineer 2 | Scott Tingle, NASA 1e ruimtevlucht    |

### Reservebemanning
| Positie           | Ruimtevaarder         |
| ----------------- | --------------------- |
| Commandant        | Sergej Prokopjev, RSA |
| Flight Engineer 1 | Alexander Gerst, ESA  |
| Flight Engineer 2 | Jeanette Epps, NASA   |